# Affaire Yves Dandonneau
 (août 2007).
Si vous disposez d'ouvrages ou d'articles de référence ou si vous connaissez des sites web de qualité traitant du thème abordé ici, merci de compléter l'article en donnant les références utiles à sa vérifiabilité et en les liant à la section « Notes et références ».
L'affaire Yves Dandonneau est une histoire d'escroquerie à l'assurance-décès, qui a eu lieu le soir du 6 juin 1987 au lieu-dit « Le col de l'homme mort », à Joncels (Hérault). 
Le crime est en partie calqué sur le scénario du film de Billy Wilder Assurance sur la mort.

## Les faits
Dans la nuit du 6 au 7 juin 1987, sur une petite route vers Ceilhes-et-Rocozels, les pompiers sont appelés pour intervenir sur un accident de voiture. Une Austin Metro rouge a percuté un rocher sur le bas-côté. Le conducteur Daniel Blouard, indemne, est allé chercher des secours. Il est tendu, son ami Yves Dandonneau (né en décembre 1946), blessé sur le siège passager, s'est évanoui. Il ne cesse de répéter qu'il craint que la voiture ne prenne feu, pourtant il n’a pas jugé utile de sortir son ami du véhicule. Lorsque les pompiers arrivent sur place, la voiture est en flammes. Sur le siège passager il y a un corps totalement carbonisé.
Après la délivrance du certificat de décès, Marie-Thérèse Héraut, la compagne de Dandonneau, et Danièle Simonin, la secrétaire de ce dernier, viennent reconnaître le corps. Très prévoyant, Dandonneau avait contracté, en avril 1987, huit contrats d'assurance-décès, au bénéfice de sa compagne, pour un total de 11 900 000 FF (1 800 000 €). Il avait aussi manifesté la volonté que sa dépouille funèbre soit incinérée. Aucune autopsie n'ayant été ordonnée, le corps est donc rapidement incinéré. Ancien assureur de Montmorency, Dandonneau a opportunément besoin de 10 millions de francs pour monter une école accueillant des enfants ayant subi des violences familiales comme lui.

## L'enquête
Les premières constatations font état d'un accident mortel résultant du choc du véhicule contre un obstacle, la cause de l'incendie serait un court-circuit des phares.
Blouard, interrogé par les gendarmes, raconte les raisons qui l'ont amené à circuler sur ce chemin sinueux. Les gendarmes concluent à un banal accident de la route.
Le plan rencontre alors un obstacle imprévu : en effet, parmi les huit compagnies d'assurance, une société britannique avait été directement sollicitée à son bureau de Paris par Dandonneau afin d'établir un contrat limité au risque de décès accidentel, avec triplement de la garantie en cas d'accident de la circulation. 
Informée du sinistre, cette compagnie remarque que le souscripteur a omis de déclarer le cumul des assurances préalablement contractées auprès d'autres sociétés. Saisie de soupçons, une succursale d'une compagnie britannique YORKSHIRE INSURANCE dépêche un de ses inspecteurs d'assurance, Bernard GAY afin de faire un complément d'enquête.
L'inspecteur procède à ses propres investigations. Il relève les éléments suivants :
- la voiture roulait en seconde, ce qui implique que la vitesse était basse (confirmé par Blouard dans sa déposition)
- il n'y a qu'un seul obstacle sur le chemin, et le conducteur l'a percuté (manque de chance ?)
- la voiture est entièrement calcinée, il ne reste plus que l'ossature métallique, ainsi que des os, calcinés eux aussi.

À la suite de cette première intervention, l'épave du véhicule incendié fait l'objet d'un dépôt dans un garage à des fins d'expertise : cette mesure conservatoire est l'élément fondamental de la résolution de l'affaire Dandonneau puisque le corps a été incinéré. Puis une compagnie française, parmi les huit assureurs, mandate la cellule Anti-Fraude (ALFA) relevant de la Fédération Professionnelle des Assureurs. Elle fait appel à Jean Porcer, un détective privé. 
Il relève les éléments suivants:
- le chemin est en ligne droite, le rocher est disposé de telle manière qu'à moins de se "jeter dessus", il parait impensable qu'un conducteur ne puisse pas l'éviter,
- aucune trace de freinage n'est présente,
- il existe une route bien dégagée et beaucoup plus facile d'accès que le chemin emprunté.

Sur le rapport circonstancié de l'inspecteur ALFA, une plainte est déposée le 12 août 1987 auprès du tribunal de grande instance de Montpellier. Sur commission rogatoire du juge d'instruction de Montpellier Claudine Laporte, le commandant Albert Malé, chef de la section de recherche de la gendarmerie pour la région Languedoc-Roussillon, reprend l'enquête.
Malgré cette enquête, cinq des huit compagnies d'assurance vont régler le sinistre. Les trois autres suspendent leur règlement en attendant le résultat de la procédure.
Les résultats confirment qu'il faut écarter la thèse de l'accident et que Dandonneau n'est pas le mort brûlé dans l'Austin : un ingénieur du CARME (centre d'application et de recherche en microscopie électronique), laboratoire privé de la police, parvient à récupérer 3,7 grammes d'os qui permettent de reconstituer une partie d'une mâchoire à laquelle il manque deux dents de sagesse. Elle ne correspond pas à la radiographie de l'empreinte dentaire conservée par le dentiste de Dandonneau.
L'escroquerie avérée, il reste à retrouver la trace de Dandonneau pour le confondre et à déterminer l'identité du cadavre. La police intervient inopinément dans l'enquête de la gendarmerie : à Paris, deux jours après l'ouverture de l'enquête à Montpellier, Marie-Thérèse Hérault, la secrétaire et maîtresse de Dandonneau, Danielle Simonin, et le mari de cette dernière viennent retirer 2,4 millions de francs en espèces à la poste dans le 15e arrondissement. Intrigués, les employés de la poste préviennent la police qui les place en garde à vue. Sur ordre du juge Claudine Laporte, la police les relâche. Des mises sur écoute permettent de localiser Dandonneau dans le département des Alpes-Maritimes et les gendarmes procèdent à son interpellation dans une villa du Rouret près de Cannes le 15 janvier 1988. Dandonneau, après plusieurs opérations de chirurgie esthétique, tente de se faire passer pour un certain Bernard Depenne, puis pour François Meunier. Rapidement confondu, il avoue son identité et dénonce ses complices restés en île-de-France. En quelques heures, tous sont sous les verrous.

## Une escroquerie finement montée
La première idée était de subtiliser un cadavre à la morgue de l'hôpital où travaillait Blouard (homme dépressif et ayant besoin d'argent) comme infirmier, mais  l'opération s'avère impossible. Dandonneau sollicite alors un autre ami, François Meunier, un cuisinier auquel il promet un emploi dans son école, afin de trouver un SDF alcoolique pour prendre place dans l'accident.
Leur choix se porte sur un dénommé Joël Hipeau (homme brillant, plus jeune bachelier de France, licencié en droit mais brisé par un divorce) que Dandonneau et Daniel Blouard emmènent en voiture à Sète (pour voir la tombe de Georges Brassens, idole de Joël Hipeau) avant de lui faire boire de grandes quantités d'alcool mélangés a son insu par Blouard avec des médicaments antidépresseurs   . Lorsqu'il a sombré dans un coma éthylique, ils le placent dans la voiture, la précipitent contre un rocher, l'arrosent d'essence et y mettent le feu. La compagne de Dandonneau n'a plus qu'à identifier le corps et encaisser l'argent.

## Le procès
Le procès de l'affaire Dandonneau s'ouvre le 30 juin 1992 devant la cour d'assises de Montpellier mais Alain Furbury, l'avocat de Dandonneau, obtient son renvoi au 12 octobre 1992, le président de la Cour ayant donné à la presse une interview partiale avant le procès. Maître Éric Dupond-Moretti, avocat de la dernière compagne de Joël Hipeau, s'attache, durant sa plaidoirie à faire revivre la mémoire d'un homme qui n'était pas « qu'un déchet humain » selon l'expression de Dandonneau. À l'audience, il va même jusqu'à chanter du Brassens d'après le journaliste Dominique Rizet qui le connaît bien et qui y a assisté.
Les peines prononcées le 16 octobre sont les suivantes :
- 20 ans de réclusion criminelle pour Yves Dandonneau,
- 14 ans de réclusion criminelle pour Daniel Blouard,
- 9 ans de prison pour François Meunier,
- 4 ans avec sursis pour Marie-Thérèse Héraut et Danielle Simonin, pour complicité d'escroquerie.

Yves Dandonneau est libéré de prison en novembre 2001.

### Articles de presse
- « L'escroc aux 14 millions avait changé de visage », 20 janvier 1988, Le Figaro.
- « Crime à l'assurance : son auteur raconte », 20 janvier 1988, France-Soir.
- « Le cadavre du clochard valait quinze millions de francs », 20 janvier 1988, Libération.
- « Le clochard est mort en PDG », 20 janvier 1988, Le Monde.
- « Tentative d'escroquerie de 12 millions de francs : au microscope du C.A.R.M.E. », 20 janvier 1988, Ouest-France.
- « Le crime était presque parfait », 21 janvier 1988, Ouest-France.
- « Le crime était presque parfait », 25 janvier 1988, Le Point.
- « L'affaire Dandonneau Un faux décès trop lourd à porter pour Yves Dandonneau », Dominique Conil, 27 juin 1992, Libération.
- « Le vrai mort absent au rendez-vous », Jacques Cordy, 1er juillet 1992, Le Soir.

### Filmographie
- Bellamy, film de Claude Chabrol inspiré de cette affaire.

### Documentaires télévisés
- « Les empreintes du crime » le 6 juin 2000 dans Faites entrer l'accusé présenté par Christophe Hondelatte sur France 2.
- « Yves Dandonneau, le mort vivant » le 11 janvier 2004 dans Faites entrer l'accusé présenté par Christophe Hondelatte sur France 2.
- « L'affaire Dandonneau » le 9 avril 2006 dans Secrets d'actualité sur M6.
- « Yves Dandonneau : le mort-vivant » le 28 janvier 2009 dans Enquêtes criminelles : le magazine des faits divers sur W9.
- « Yves Dandonneau : escroc plein d'assurance ! » le 14 décembre 2010 dans Affaires criminelles sur NT1.
- « Affaire Yves Dandonneau, assurance sur la mort » le 30 décembre 2013 dans 50 ans de faits divers sur 13e rue et sur Planète+ Justice.
- « Affaire Yves Dandonneau » le 19 novembre 2022 dans Au bout de l'enquête, la fin du crime parfait ? sur France 2.

### Émissions radiophoniques
- « L'affaire Dandonneau » le 31 octobre 2016 dans Hondelatte raconte de Christophe Hondelatte sur Europe 1.
- Fabrice Drouelle, « L’affaire Yves Dandonneau, l’arnaque meurtrière aux assurances », émission de 54 min [], sur France Inter, Affaires sensibles, 11 mai 2021 (consulté le 22 février 2022)